# Arquisinagogo
Arquisinagogo (de dos palabras griegas) significa jefe o superior de una sinagoga. 
Había varios arquisinagogos en cada sinagoga, así como en el templo de Jerusalén había muchos príncipes de los sacerdotes, esto es, cabezas de varias familias sacerdotales que servían en él por turno. El destino del arquisinagogo era presidir la corporación a cuyo frente se hallaba y juzgar diferentes asuntos civiles y criminales.